# Nelloptodes gretae
Nelloptodes gretae är en skalbaggsart i släktet Nelloptode och familjen fjädervingar. Den namngavs i oktober 2019 av Michael Darby vid Natural History Museum i London efter klimataktivisten Greta Thunberg.
Skalbaggen är gul, under en millimeter lång, saknar vingar och ögon, och har två antenner som ser ut som flätor. Den upptäcktes i Nairobi i Kenya 1965, av Dr William C. Block. Därefter har den väntat i över 50 år på att bli namngiven. Det är dock ännu okänt om internationella namnsättningskommittén har godtagit förslaget; i reglerna finns en paragraf om att ett namn inte får förolämpa en person.